# Bernard Rebel
Bernard Rebel (Polônia, 6 de outubro de 1901 — Londres, 30 de setembro de 1964) foi um ator naturalizado britânico.